# Celastrus scandens
Celastrus scandens o Falsa dulcamara es una especie de enredadera que florece sobre todo en junio y se encuentra en ricos suelos bien drenados de los bosques. Es originario de Canadá y Estados Unidos.

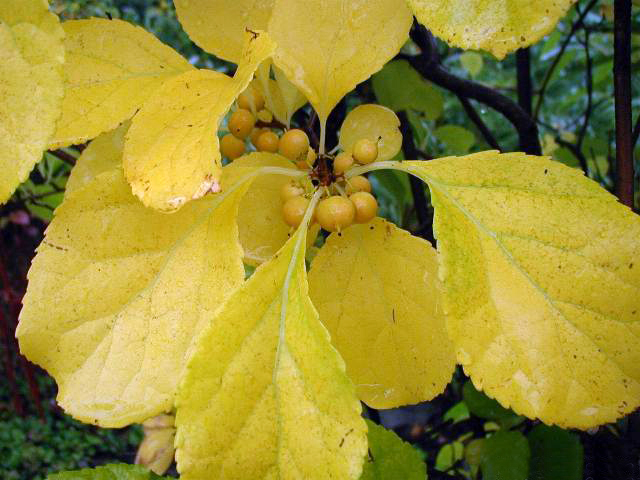
Hojas y frutos

## Descripción
Es una enredadera perenne resistente que puede tener tallos que alcanza el metro de altura. Los tallos son de color verde amarillento al marrón. Tiene flores pequeñas que no tienen olor y que se encuentran en la punta de las ramas. Tiene frutos de colores que son del tamaño de un guisante y de color naranja.

## Propiedades
Las raíces de las especies fueron utilizados por los nativos americanos y los pioneros para inducir el vómito, para el tratamiento de las enfermedades venéreas, y para tratar los síntomas de la tuberculosis. El nombre más común de la especie que se utiliza principalmente es Bittersweet.
Indicaciones: es diurético, sudorífico, emenagogo, emético. Se usa la corteza y la raíz.

## Taxonomía
Celastrus scandens fue descrita por Carlos Linneo y publicado en Species Plantarum 1: 196. 1753.
Sinonimia:
- Celastrus bullatus L.
- Euonymus scandens (L.) E.H.L.Krause
- Evonymoides scandens Medik.[3][4]